# Hachinohe
Hachinohe (八戸市?, Hachinohe-shi) è una città giapponese della prefettura di Aomori.

## Amministrazione

### Gemellaggi
- Federal Way, Stati Uniti
- Lanzhou, Gansu [1]